# Carico limite di esercizio
Un carico è un sistema di forze che possono originare una sollecitazione su una struttura.
Un carico di stato limite di esercizio è
il carico concentrato oppure distribuito che, secondo le previsioni progettuali, porterebbe la struttura ad una condizione preoccupante: tensioni eccessive nei materiali, apertura di vistose fessure ed ingenti deformazioni.
Oltre all'evidente disagio di tipo puramente estetico per gli utenti, questo tipo di situazione può provocare impedimenti nel consueto utilizzo dei locali.
L'entità calcolata ha un valore spesso ipotetico, soggetto a margini di errore, soprattutto se la struttura presenta particolari complessità. La cautela nei confronti di tali eventualità è affidata a vari coefficienti di sicurezza, che trasformano il carico di stato limite ultimo ed il carico limite di esercizio in carico di progetto.
Questo termine fa riferimento al metodo degli stati limite,attualmente in vigore e contenuto nell'eurocodice.
Si misura, a seconda dei casi, in N; N/cm; N/cm² o in kgf; kgf/m; kgf/m², o altre unità equivalenti.